# Annika Sörenstam
Annika Sörenstam (Estocolmo, 9 de octubre de 1970) es una exjugadora de golf sueca nacionalizada estadounidense. Fue número 1 mundial en la década de los 1990 hasta finales de la década de 2000. Sörenstam ganó 93 torneos de golf a lo largo de su carrera. De ellos, 72 fueron en el LPGA Tour estadounidense, lo que la ubica tercera en el historial.
Ganó diez torneos mayores: el Abierto de los Estados Unidos Femenino de 1995, 1996 y 2006, el Campeonato de la LPGA de 2003, 2004, 2005, el Campeonato Kraft Nabisco de 2001, 2002 y 2005 y el Abierto Británico de 2003. Además, consiguió seis segundos puestos, 23 top 5 y 31 top 10 en torneos mayores.
Otras victorias destacadas de Sörenstam fueron en el Masters Evian de 2000 y 2002, el Masters de Australia de 1995, 2002 y 2004, el Abierto de Australia de 1994, la Copa Mundial de Golf de 2006, el Abierto de Escandinavia de 1997, 1998, 2002, 2004, 2005 y 2006 y el Mizuno Classic de 2001, 2002, 2003, 2004 y 2005.
Por otra parte, jugó la Copa Solheim entre 1994 y 2007 con la selección europea. Logró 24 puntos en 37 partidos, lo que la coloca segunda en el historial europeo por detrás de Laura Davies. Fue capitana de la selección internacional de la Copa Lexus entre 2005 y 2008, logrando 8,5 puntos en 12 partidos.
Sörenstam ingresó en el Salón de la Fama del Golf Mundial en 2003 y recibió el Premio Laureus a la mejor deportista en 2004. En 2015 se convirtió en una de las primeras mujeres socias de The Royal and Ancient Golf Club of St Andrews.
En 2003, logró un grand slam en su carrera, al ganar, al menos una vez en su carrera, cada uno de los cuatro torneos reconocidos como grandes campeonatos durante la parte principal de su carrera.
A pesar de retirarse del golf de torneos regulares en 2008, a finales de 2022 seguía encabezando la lista de ganancias de la LPGA con unos ingresos de más de 22 millones de dólares, más de 2 millones por delante de Karrie Webb, su rival más cercana y jugando 187 eventos menos.
Ganadora de un récord de ocho Player of the Year premios, y seis Vare Trophies otorgados a la jugadora de la LPGA con el promedio de puntuación más bajo de la temporada, es la única golfista femenina que ha tirado un 59 en competición. Posee varios récords de puntuación de todos los tiempos, incluido el promedio de puntuación más bajo de la temporada: 68,6969 en 2004.
Representando a Europa en la Solheim Cup en ocho ocasiones entre 1994 y 2007, Sörenstam fue la  líder histórico en puntos del evento hasta que su récord fue superado por la inglesa Laura Davies durante la Solheim Cup 2011. Sörenstam también fue capitana del 2017 equipo europeo de la Copa Solheim.
En 2003, Sörenstam jugó en el torneo Colonial Invitational para convertirse en la primera mujer en jugar en un evento del PGA Tour desde 1945.
El 7 de enero de 2021, recibió la Medalla Presidencial de la Libertad de manos del presidente Donald Trump.

## Infancia y carrera amateur
Nació en Bro, cerca de Estocolmo, Suecia. El padre de Sörenstam, Tom, era un ejecutivo de IBM y su madre, Gunilla, trabajaba en un banco. Su hermana menor Charlotta, también llegó a ser golfista profesional y ganadora del LPGA Tour, y, tras su carrera como jugadora, entrenó en la academia de su hermana. Annika y Charlotta Sörenstam se convirtieron en las dos primeras hermanas en ganar ambas 1 millón de dólares en el LPGA Tour.
De niña, Sörenstam era una atleta polifacética de gran talento. Jugaba al fútbol en el Bro IK, el equipo de su ciudad natal, y era tan buena esquiadora de esquí alpino que el entrenador del equipo nacional de esquí sueco sugirió a la familia que se trasladara al norte de Suecia para mejorar su técnica durante todo el año.

### Golf juvenil
La familia Sörenstam empezó a jugar al golf en el Viksjö Golf Club de Jakobsberg, al norte de Estocolmo, y más tarde se trasladó al cercano Bro-Bålsta Golf Club, inaugurado en 1980, inicialmente con un campo de 9 hoyos. A los 12 años, Annika compartió su primer juego de palos de golf con su hermana. Annika recibió los palos impares y Charlotta los pares, y obtuvo su primer hándicap de 54.
En el torneo European Tour Scandinavian Enterprise Open de Estocolmo, en julio de 1986, Annika intentó ser caddie voluntaria y le pidieron que hiciera cola con el resto de candidatos. Cuando por fin todos los caddies voluntarios masculinos habían sido elegidos por los profesionales del torneo, tres chicas adolescentes se quedaron sin bolsa. Eran Annika, Charlotta y Fanny Sunesson.
Era tan tímida cuando era junior, que solía hacer deliberadamente tres putts al final de un torneo para evitar dar el discurso de la victoria. Los entrenadores se dieron cuenta y en el siguiente torneo tanto la ganadora como la subcampeona tuvieron que dar un discurso. Sörenstam decidió que, si iba a tener que enfrentarse al público de todos modos, más le valía ganar, y los fallos deliberados cesaron.

### Equipo nacional sueco
Su exitosa carrera como aficionada incluyó una victoria en el Trofeo St Rule jugado en St Andrews y un subcampeonato en el Campeonato nacional sueco madre-hija. Como miembro del equipo nacional sueco de 1987 a 1992, jugó en el Espirito Santo Trophy 1990 y 1992, ganando la competición individual en 1992. Mientras esperaba para empezar la universidad en Suecia, Sörenstam trabajó como asistente personal en la PGA sueca y jugó en el Swedish Golf Tour, ganando tres torneos durante 1990/1991.

### Universidad de Arizona
Después de que un entrenador descubriera a Sörenstam jugando en un evento universitario en Tokio, se trasladó a Estados Unidos para jugar al golf universitario en los Universidad de Arizona en Tucson. Ganó siete títulos universitarios y, en 1991, se convirtió en la primera no estadounidense y la primera estudiante de primer año en ganar el «NCAA Division I Women's Golf Championships» individual. Sörenstam fue Co-Jugadora del Año de la NCAA en 1991 con Kelly Robbins, subcampeona de la «NCAA Division I Women's Golf Championships» en 1992, campeona de la «Pac-12 Conference» en 1992 y All-American de la NCAA en 1991-92. Se clasificó para el «Abierto Femenino de EE.UU. de 1992» en Oakmont Country Club en julio, pasó el corte y empató en el puesto 63º. Unas semanas más tarde, en el U.S. Women's Amateur en Kemper Lakes cerca de Chicago, fue subcampeona tras Vicki Goetze, haciendo bogey en el último hoyo de la final de 36 hoyos.

## Carrera deportiva
Aunque el primer deporte que practicó fue el tenis, imitando a su ídolo Björn Borg, en su adolescencia comenzó a decantarse por el golf. En 1988, la campeona de golf sueca Pia Nilsson se convierte en su entrenadora, en 1991 se traslada a la escuela de golf de la Universidad de Arizona y debuta en el circuito profesional en 1992.
En 1994 disputó su primera temporada completa en el LPGA Tour, donde acabó en el puesto 39 y fue nombrada Novata del Año. Lideró la lista de ganancias en ocho temporadas: 1995, 1997, 1998, 2001, 2002, 2003, 2004, 2005, obteniendo el premio a Golfistas del Año en todas ellas. Además, resultó segunda en 2000, tercera en 1996 y 2006, y cuarta en 1999 y 2008. También ganó ocho veces el Trofeo Vare a menor promedio de golpes, seis de las cuales logró bajar los 70 golpes.
En 1997 consiguió seis triunfos y cinco segundos puestos en 22 torneos. En 2001 logró ocho victorias y seis segundos puestos. En 2002 venció en once torneos, fue segunda en dos y acabó tercera en otras dos apariciones de 22. En 2003 acumuló seis victorias y cuatro segundos puestos en 17 torneos. En 2004 ganó ocho veces y fue segunda en cuatro oportunidades. En 2005 consiguió diez victorias y dos segundos puestos en 20 torneos. Tras sufrir numerosas lesiones, se retiró en 2008. 
En la segunda ronda del torneo de Phoenix 2001, Sörenstam marcó una tarjeta de 59 golpes (13 bajo par), la primera mujer en lograr dicho registro en un torneo oficial.
El 24 de octubre de 2002 ganó el ADT Championship y acabó la temporada del Circuito LPGA con una media de 68.7 golpes, la marca más baja de la historia. Esta era su quinta victoria y la llevó a su tercer premio de Jugadora del Año. Sus 11 victorias no alcanzaron las 13 de Mickey Wright en 1963.
En 2003 disputó el Colonial Invitational, la primera aparición de una mujer en un torneo masculino del PGA Tour desde Babe Zaharias en 1945, donde no superó el corte.
Se retiró  de la competición profesional en 2008. Se involucró en el diseño de campos de golf.

## Vida personal

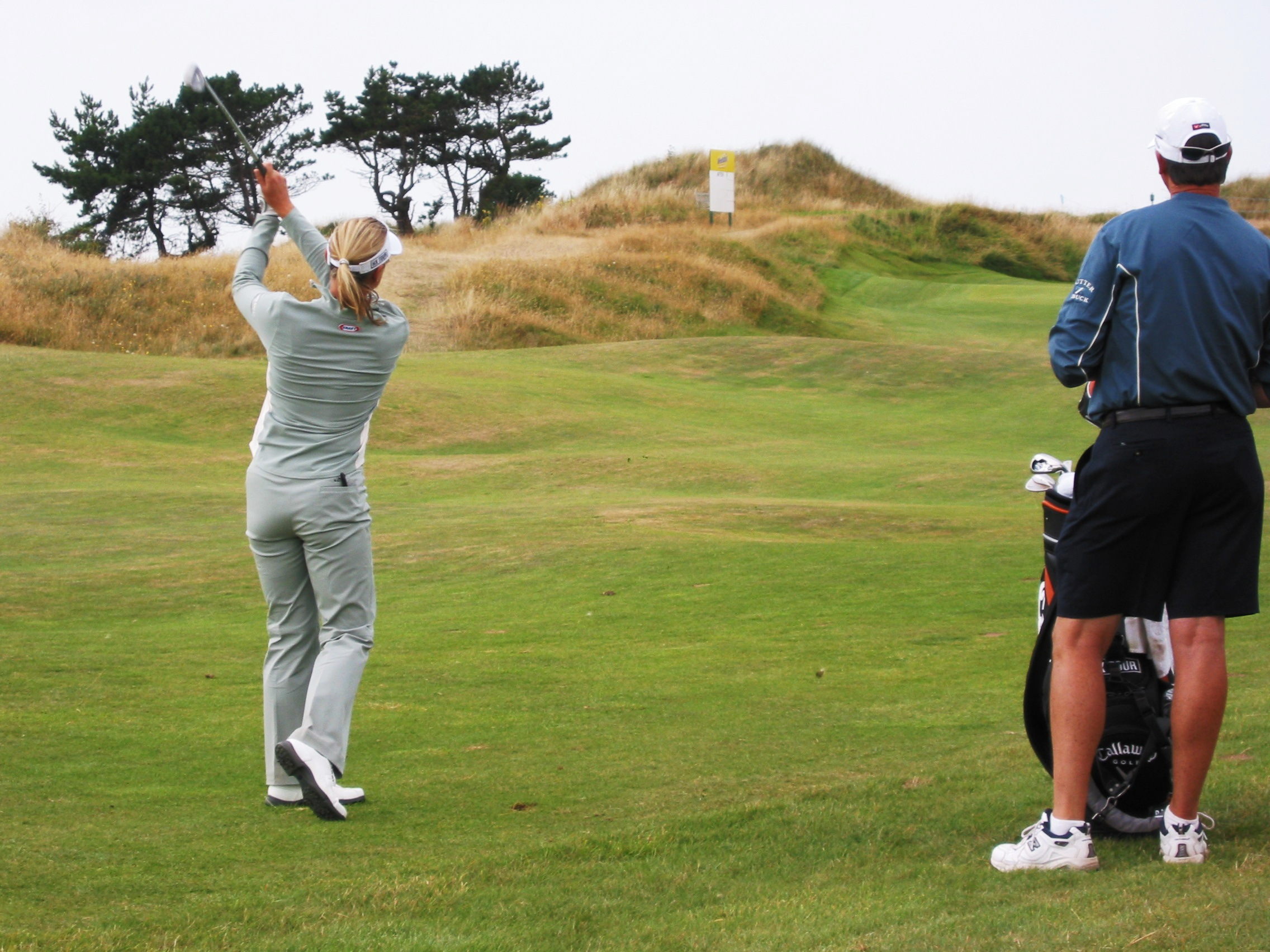
Sörenstam en el Abierto Británico Femenino de 2005

Sörenstam ha sido descrita como atea. Conoció a su primer marido, David Esch, en 1994 en el campo de prácticas del Moon Valley Country Club, Phoenix, Arizona, donde ella era una novata de la LPGA que practicaba para un torneo y él trabajaba para el fabricante de palos Ping. Se comprometieron en el Evian Masters de 1995, se casaron en Lake Tahoe el 4 de enero de 1997 y se divorciaron en 2005. En agosto de 2007, se comprometió con Mike McGee, el director gerente de la marca de negocios ANNIKA e hijo del exjugador del PGA Tour y del Champions Tour Jerry McGee. Se casaron en Lake Nona Golf & Country Club en Orlando, Florida, el 10 de enero de 2009.
Su hija Ava Madelyn McGee nació el 1 de septiembre de 2009. El 21 de marzo de 2011, Sörenstam dio a luz a un hijo, William Nicholas McGee, trece semanas prematuro.

## Torneos mayores
- Campeonato Kraft Nabisco: 2001, 2002 y 2005.
- Campeonato LPGA: 2003, 2004 y 2005.
- Abierto de los Estados Unidos: 1995, 1996 y 2006.
- Abierto Británico: 2003.

## Premios y reconocimientos
Le fueron otorgados:
- 2008 - Medalla del rey, Suecia
- 2020 - Medalla presidencial de la Libertad, Estados Unidos